# Aszkutan
Aszkutan – wieś w Iranie, w ostanie Azerbejdżan Zachodni, w szahrestanie Bukan. W 2006 roku liczyła 170 mieszkańców.